# Limbu-Schrift
Die Limbu-Schrift ist eine Abugida, die zum Schreiben der Limbu-Sprache benutzt wird. Sie wurde im 9. Jahrhundert erfunden, fiel dann außer Gebrauch, und kam im 17. Jahrhundert dann wieder in den Alltagsgebrauch. Anders als andere Schriften der indischen Schriftfamilie enthält sie keine eigenen Zeichen für Vokale am Anfang eines Wortes, sondern stattdessen einen Vokalträger, der sich mit den Vokalzeichen verbinden kann. Unicode enthält Limbu-Zeichen im Bereich 1900-194F.

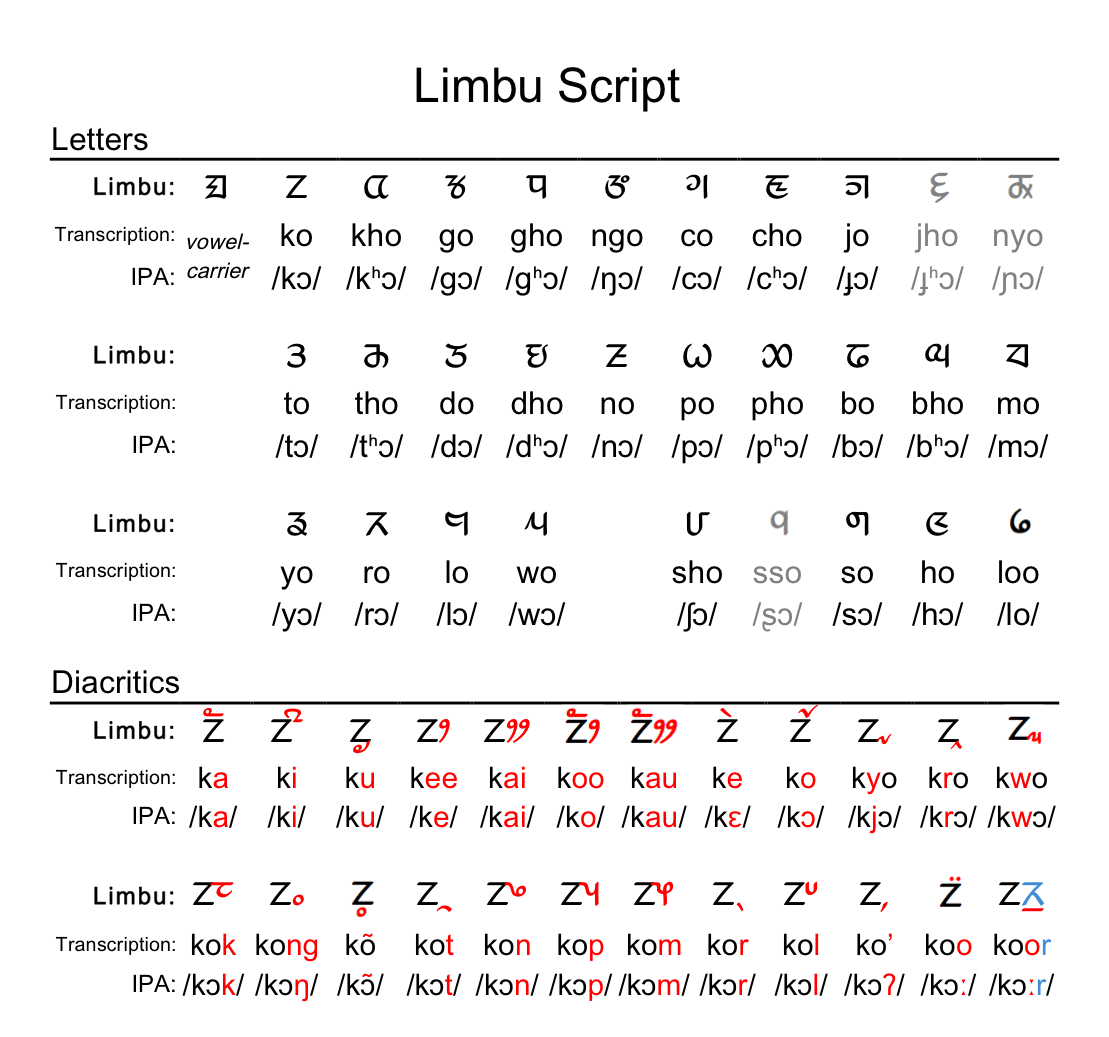
Die Limbu-Schrift.